# Radical 179
Le radical 179, qui signifie le poireau, est un des 11 des 214 radicaux chinois répertoriés dans le dictionnaire de Kangxi composés de neuf traits.
Le caractère Unicode de 韭 est 97ED.

## Caractères avec le radical 179
| nombre de traits          | caractères |
| ------------------------- | ---------- |
| Sans trait supplémentaire | 韭         |
| 6 traits supplémentaires  | 韯         |
| 7 traits supplémentaires  | 韰         |
| 8 traits supplémentaires  | 韱         |
| 10 traits supplémentaires | 韲         |